# Vladimir Antiufeev
Vladimir Iurievici Antiufeev (în rusă Владимир Юрьевич Антюфеев), cunoscut și ca Vladimir Gheorghievici Alexandrov sau Vadim Gheorghievici Șevțov (în rusă Вадим Шевцов) (n. 19 februarie 1951, orașul Novosibirsk, Rusia) este un general rus din Transnistria, care îndeplinește funcția de vice-prim ministru al auto-proclamatei Republici Populare Donețk, fiind înainte de aceasta ministru al securității statului al autoproclamatei Republici Moldovenești Nistrene (din anul 1991).
El este cetățean al Transnistriei de origine rusă. Ministerul Securității Statului din Transnistria (MGB, prescurtare pentru Ministerstvo Gosudrstvennoi Bezopasnosti) are ca atribuții activitatea de informații și contrainformații.
În iulie 2014 a devenit vicepremier al „Republicii Populare Donețk" (RPD), fiind responsabil pentru organele de forță din această regiune.

## Biografie
Vladimir Antiufeev s-a născut la data de 19 februarie 1951, în orașul Novosibirsk din Siberia (Federația Rusă), în familia unui muncitor și a unei mașiniste de etnie rusă. În anul 1956, familia lui s-a mutat în orașul Magadan.
Antiufeev s-a înscris la Institutul de Aviație Civilă din Riga, însă a abandonat studiile în anul II. Și-a satisfăcut stagiul militar obligatoriu într-o unitate militară sovietică din Estonia. În anul 1974 a absolvit cursurile Școlii Superioare de Miliție din orașul Minsk. Revenit apoi la Riga, el s-a căsătorit și s-a angajat în cadrul Miliției locale. După zece ani, avea gradul de căpitan și fusese numit în funcția de șef al secției urmărire penală în cadrul Miliției din orașul Riga.
Înainte de căderea Uniunii Sovietice, el avea gradul de maior al Detașamentului pentru acțiuni speciale (OMON) al Miliției din orașul Riga și îndeplinea funcția de locțiitor al șefului Direcției de urmărire penală a Miliției din capitala letonă. El a participat la o tentativă de lovitură de stat împotriva noilor autorități ale Letoniei democratice, care s-a soldat cu mulți morți, iar în urma eșuării acesteia a fugit la Moscova la 23 august 1991. Antiufeev a fost dat în urmărire generală de către autoritățile letone pentru "crime împotriva statului", fiind acuzat că a participat la o tentativă de lovitură de stat împotriva noilor autorități letone.

## Ministru al securității de stat în Transnistria
După propriile spuse ale lui Antiufeev, el a fost trimis în septembrie 1991 pentru a organiza forțele de securitate ale regiunii separatiste, în baza recomandării colonelului Viktor Alksnis (actualmente deputat în Duma de stat a Rusiei). I s-a oferit posibilitatea să aleagă una din trei republici separatiste: Abhazia, Osetia de Nord și Transnistria.
"M-am zbuciumat prin țară, iar în septembrie, în baza recomandărilor lui Alksnis am ajuns la Tiraspol. Am fost unul din cei șase primi colaboratori ai Direcției Afacerilor Interne a R.M.N. În urma dispozițiilor Președintelui, am purces la crearea organelor de securitate ale R.M.N., iar apoi și a ministerului securității statului. Noi prezentăm o problemă reală pentru Moldova. Scopul vieții mele este de a păstra acest pământ pentru Rusia. Cadrele calificate pe atunci ne erau foarte necesare. Locțiitorii mei era profesioniști în contrainformații. Primul meu locțiitor – O. Gudîmo – a venit aici în august 1992 pentru câteva luni și a rămas aici să muncească și să trăiască" .
Sosit la Tiraspol și primind gradul militar de general-maior, el a fost primit cu ospitalitate de un alt originar din Siberia – Igor Smirnov, președinte al autoproclamatei republici separatiste. Antiufeev a început să folosească pseudonimul de Vadim Șevțov, deoarece era dat în urmărire de către justiția letonă. El a preluat funcția de șef al KGB-ului transnistrean, având inițial la dispoziție – potrivit propriilor afirmații – doar un drapel și două pistoale Makarov . Abia în anul 1997, generalul Aleksandr Lebed, pe atunci comandantul Armatei a 14-a ruse, a comis o „mârșăvie” (în opinia lui Antiufeev), deconspirându-i numele adevărat .
Antiufeev a declarat că scopul vieții sale este "de a păstra acest teritoriu [n.n. Transnistria] pentru Rusia" . El a organizat transferul de personal de informații și a obiectelor de inventar sub jurisdicția regimului separatist de la Tiraspol, coordonând formarea serviciului de informații al Transnistriei. Organele de informații conduse de el au avut un rol foarte important în timpul Conflictului din Transnistria din anul 1992, reușind capturarea grupului condus de Ilie Ilașcu.
În septembrie 1992, Antiufeev a fost numit în funcția de ministru al securității naționale al auto-proclamatei Republici Moldovenești Nistrene. Organele de securitate au fost create prin angajarea trupelor de grăniceri și a regimentului de cazaci grăniceri de pe țărmul Mării Negre (în martie 1993). Fiind el însuși urmaș al cazacilor din Kuban, pentru merite deosebite în organizarea militarilor cazaci, lui Antiufeev i-a fost acordat gradul căzăcesc de general și cea mai înaltă distincție căzăcească Crucea "Pentru credință".
În conformitate cu afirmațiile lui Mihail Bergman, ofițer din comandamentul Armatei a 14-a din Tiraspol, "în mâinile lui Antiufeev este concentrată toată puterea reală din Transnistria. (...) Din câte se pare, este conducătorul real al R.M.N. El este cel care îi poate da ordine oricui, chiar și ministrului apărării transnistrene general-locotenentului S.G. Hajeev, iar rolul lui Igor Smirnov este de a semna documentele puse pe masa lui" . Acest lucru reiese și din analiza ședinței Consiliului de Apărare a Republicii Moldovenești Nistrene din 27 februarie 2003, ca urmare a declarării de către autoritățile de la Chișinău a intenției ferme de a reintegra cele două maluri ale Nistrului. Conform celor stabilite la acea ședință, întreaga coordonare a acțiunilor politico-militare de apărare s-a concentrat, nu în mâinile lui Smirnov și nici în cele ale ministrului de interne sau al apărării, ci în ale lui Antiufeev .
În anul 2003, generalul Vladimir Antiufeev și-a susținut teza de doctor în științe politice cu titlul: "Geo-strategia Rusiei pe direcția sud-vestică în condițiile actuale", în care analiza politica geo-strategică a Rusiei în teritoriul Republicii Moldova. Conform aspectelor cercetate, reiese faptul că Moscova, cu toate presiunile Occidentului, nu a cedat deocamdată pozițiile sale strategice în regiunea transnistreană, deși politica Rusiei pentru promovarea intereselor sale istorice în această regiune nu a fost întotdeauna efectivă. Rusia nu și-a retras până în prezent contingentul militar din Transnistria, întrucât această acțiune contravenea intereselor rusești . În anul 2004, el a devenit profesor invitat la Academia de Științșe Militare a Federației Ruse.
La alegerile parlamentare pentru Duma de stat a Rusiei din anul 2004, Vladimir Antiufeev s-a aflat pe poziția 4 pe listele electorale ale Partidului Liberal-Democrat condus de Vladimir Jirinovski .
Procurorul General al Republicii Moldova i-a deschis în anul 2004 un dosar penal pentru punerea în libertatea a unui subaltern de-al său acuzat de mai multe asasinate și acțiuni subversive împotriva statului Republica Moldova . Tot în același an, Uniunea Europeană l-a inclus pe o listă a transnistrenilor cărora li s-a interzis călătoria în spațiul UE, fiind considerat răspunzător de împiedicarea progresului în vederea unei soluționări politice a conflictului transnistrean din Republica Moldova . Pe baza reexaminării Poziției comune 2004/179/PESC, la data de 25 februarie 2008, Consiliul Uniunii Europene a considerat că este oportun ca numele său să rămână în continuare pe lista persoanelor indezirabile în țările UE .
Cu toate acestea, Antiufeev dispune de un atu important (dosarele colaboratorilor fostului KGB au fost transportate înainte de căderea Uniunii Sovietice la Tiraspol) care îi permite să exercite o influență puternică asupra unei bune părți a clasei politice de la Chișinău .
Antiufeev este acuzat că a organizat răpirea deputatului creștin-democrat Vlad Cubreacov, care a dispărut în apropierea locuinței sale din Chișinău în seara zilei de 21 martie 2002, în toiul manifestațiilor de protest anticomuniste organizate de PPCD în acea perioadă. Deputatul a afirmat ulterior că a fost răpit și ținut într-un loc necunoscut de persoane neidentificate. Acesta a fost eliberat în noaptea din 24 spre 25 mai 2002, după mai bine de două luni, fiind lăsat în apropierea localității Coșnița, situată în stânga Nistrului, dar aflată sub controlul autorităților de la Chișinău .
În ianuarie 2007, el a fost reconfirmat în funcția de ministru al securității naționale. El deține gradul de general-locotenent al Transnistriei, precum și gradul căzăcesc de general. A primit mai multe decorații cum ar fi: cea mai înaltă distincție căzăcească - Crucea "Pentru credință" a Cazacilor Mării Negre, Ordinul "Pentru curaj personal", Ordinul "Pentru serviciu adus patriei în forțele armate ale Republicii Moldovenești Nistrene" clasa a III-a, Medalia "Pentru serviciu ireproșabil" clasa a III-a a Republicii Moldovenești Nistrene și altele.
Vladimir Antiufeev este căsătorit cu Galina Antiufeeva, deputat în Sovietul Suprem al Transnistriei și președinte al Comisiei legislative și au împreună o fiică.

## Opinii cu privire la statutul Transnistriei
După propriile afirmații, misiunea vieții sale este „de a păstra acest pământ (Transnistria – n.n.) pentru Rusia”. El compară Transnistria cu celelalte regiuni separatiste rusești care nu sunt recunoscute de către comunitatea internațională și conchide că doar regimul de la Tiraspol a reușit să-și creeze o structură administrativă proprie.
„În spațiul ex-sovietic există câteva republici, pe care le numesc C.S.I.-2, adică «Comunitatea Statelor Ilegale (Союз Непризнанных Государств)». Acestea sunt: Abhazia, Osetia de sud și R.M.N. Dintre acestea doar R.M.N. este cu adevărat un stat, cu toate instituțiile puterii de stat, cu armata sa care a luptat și a ieșit victorioasă, cu structurile de forță, cu drapel, stemă, timbre poștale, cu un complex agricol independent.

În comparație cu alte state care ne înconjoară, în R.M.N. nu există indici ai naționalismului. Președintele republicii este rus, vice-președintele – moldovean, președintele Sovietului Suprem e moldovean, ministerul apărării este condus de un tătar, ministerul securității statului – de către un rus, M.A.I. – de un ucrainean. În R.M.N. e permisă dubla cetățenie – prima transnistreană, cea de-a doua – oricare, la alegerea persoanei, măcar israeliană sau chineză. Însă prioritate i se acordă celei ruse, ucrainene sau beloruse. ”—Vladimir Antiufeev
Deși recunoaște că R.S.S. Moldovenească era o formațiune statală artificial creată, Antiufeev declară că "din punct de vedere istoric, Transnistria a fost rusească. Popoarele Transnistriei, care locuiesc pe străvechi pământuri slave, se orientează spre Răsărit și nu-și văd viitorul în afara Rusiei. Armata rusă a adus-o aici cu 200 de ani în urmă Suvorov și niciodată, cu excepția anilor de după revoluție, ea de aici nu a ieșit." Ceea ce spune că l-a dezgustat era dorința autorităților RSS Moldovenești de a-i expulza pe ruși.
El susține că nu ar fi împotriva creării unei confederații dintre Republica Moldova și Transnistria, dar Chișinăul dorește să se unească cu România și dorește să se integreze în NATO, lucru cu care cei de la Tiraspol nu sunt de acord. "Fără să fi reușit o victorie militară asupra R.M.N., Moldova ne cheamă la reîntregire. Moldova este toată în datorii față de Occident, ea este gata de unire cu România, gata să intre în N.A.T.O. Unde ne cheamă pe noi? R.M.N. este de acord cu crearea uniunii a două state, în baza confederației. În mare măsură, R.M.N. Moldovei nu-i trebuie, căci prea diferite sunt căile pe care merg republicile. Dar Occidentului Transnistria îi este extrem de necesară. Pentru ce? Scopul N.A.T.O. – de a rupe Rusia de la Balcani. Pentru aceasta sunt bune toate mijloacele.".
Conform celor declarate de către Antiufeev, Transnistria are un rol strategic pentru Rusia, constituind o barieră în calea extinderii alianței militare NATO. "Tiraspolul este amplasat geografic pe un important loc strategic și acest loc este acel punct unde se întâlnesc două civilizații – slavă și occidentală. În zilele noastre s-a cristalizat foarte clar poziția diverselor forțe față de Transnistria. Pe de o parte – N.A.T.O., care folosește Moldova ca pe un aliat. Pe de altă parte – însăși Rusia. Lacătul, care este capabil să oprească intrarea contingentului militar N.A.T.O. în Rusia din sud-vest, este Transnistria. Anume Tiraspolul stă ca un os în gât pentru N.A.T.O. și nu permite Alianței să încheie realizarea centurii Marea Neagră – Marea Baltică, așa-zisă „sanitară”, împrejurul Rusiei."

## Controverse
În iunie 2012, KGB-ul din regiunea transnistreană a intentat un dosar penal pe numele lui Vladimir Antiufeev, acesta fiind acuzat de depășirea atribuțiilor de serviciu și riscând de la trei până la șapte ani de închisoare.